# Contrebia Belaisca
|  | «Contrebia» redirigeix aquí. Vegeu-ne altres significats a «Contrebia (desambiguació)». |

Contrebia Belaisca fou un oppidum celtiber, localitzat en el Cabezo de las Minas de Botorrita, Saragossa. El nom apareix escrit en alguna resta arqueològica com a «Contebacom Bel», presumible deformació de «Contrebacom» amb l'abreviatura de «Belaisca» o algun altre mot relatiu als bel·les.

## Història
L'existència del poblat està testificat, per l'arqueologia, des del segle v aC a mitjans del segle i aC. Segons Valeri Màxim, la ciutat era la capital dels celtibers. Va ser envoltada, presa i tots els seus habitants massacrats en la primera guerra celtíbera pel procònsol Tiberi Semproni Grac. Durant la guerra de Sertori, va resistir obstinadament l'atac dels romans i Sertori trigà 44 dies a poder-la ocupar. Va ser totalment destruïda després de la victòria de Juli Cèsar sobre els pompeians a Ilerda (Lleida) l'any 49 aC. S'han trobat boles de pedra de catapulta i comptava per a la seva defensa amb un fossat i una doble muralla.

## Troballes
Les campanyes d'excavacions han posat al descobert un important conjunt arquitectònic en la part superior del cabezo, es creu que amb una funció polític-religiosa.
En aquest poblat, des dels anys 70 s'han anat trobant una sèrie de planxes de bronze amb inscripcions en llengua celtíbera, els bronzes de Botorrita, que garanteixen el nom de Contrebia Belaisca o Balaisca. Francisco Villar i Carlos Jordán (2001) postulen que aquests bronzes fossin un arxiu del jutjat d'una espècie de districte jurídic, equivalent als convents romans. De fet apunten a la possibilitat que Contrebia Belaisca es pugui traduir al llatí com Conuentus Bellorum o "reunió dels bel·les". Així, Contrebia seria el cap de partit judicial dels bel·les, poble celta.

## Etimologia
Contrebia és un topònim d'origen celta l'arrel del qual és *treb-, present per exemple a l'etnònim Atrebates (cf. irlandès antic ad-treba « [ell] habita, [ell] conrea », bretó tre- « poble »). *Kom-treb-ya seria doncs "reunió d'habitatges", "habitació conjunta" o "viure en comú" segons els estudiosos. A la península Ibèrica hi ha restes epigràfiques o documentals de tres poblacions amb aquest mateix nom: Contrebia Belaisca, Contrebia Carbica i Contrebia Leucade. La primera s'ha atribuït als bel·les pel seu qualificatiu, però també podria derivar-se d'un altre topònim tipus *Belaisa o *Belaia. La segona se situa a la província de Conca i se sol associar als carpetans també en raó del seu qualificatiu, mentre que la tercera, d'ubicació dubtosa (els estudiosos la situen normalment al jaciment celtibèric d'Aguilar del Río Alhama, a la Rioja), deriva el seu qualificatiu de l'arrel celta *leuk- "lluir", present per exemple al nom del déu Lug o el dels gals Leuci. Hi ha una altra ciutat, fundada pels romans en territori dels cèltics el segle i, de nom potser relacionat amb aquestes: Contributa Iulia.